# Palacio de Exposiciones y Congresos de Santander
El Palacio de Exposiciones y Congresos de la ciudad de Santander en la comunidad autónoma de Cantabria (España), está ubicado concretamente en la zona de El Sardinero.
Se inauguró en 2002 siendo obra de los arquitectos Gabriel Gallegos y Juan Carlos Sanz. El edificio se encuentra situado al lado de otras grandes infraestructuras deportivas como el Palacio de deportes de Santander y los Campos de Sport de El Sardinero (estadio de fútbol donde juega el Real Racing Club de Santander).
Es un funcional edificio de 6.400 m² que viene a completar la oferta de instalaciones que ofrece actualmente la capital cántabra. Exteriormente, el edificio es de ladrillo cara vista y chapa de cobre sobre paneles fenólicos, mientras que el muro de soporte es de hormigón armado.
- Datos: Q16615205